# Delia dispar
Delia dispar är en tvåvingeart som först beskrevs av Mario Bezzi 1908.  Delia dispar ingår i släktet Delia och familjen blomsterflugor. Inga underarter finns listade i Catalogue of Life.